# Antonio Porta (Basketballspieler)
Antonio Alejandro Porta Pernigotti (* 28. Oktober 1983 in Firmat, Provinz Santa Fe, Argentinien) ist ein argentinischer Basketballspieler. Er wird als Point Guard und als Shooting Guard eingesetzt, er ist 1,90 m groß und 91 kg schwer.

## Profikarriere
Porta hat für Air Avellino in der italienischen Lega Basket Serie A und in der russischen Superleague gespielt.

### Argentinische Nationalmannschaft
Porta gehört auch zur Argentinischen Nationalmannschaft im Basketball. Seinen ersten Einsatz für die Nationalmannschaft hatte er 2005 anlässlich des Turniers um den Stanković Cup, danach nahm er mit der Nationalmannschaft an den Amerikanischen  Meisterschaften 2005 und 2007 der FIBA, 2006 bei der Südamerikameisterschaft und 2008 bei den Olympischen Sommerspielen in Peking teil. In Peking gewann er mit seiner Mannschaft die Bronzemedaille im Basketballturnier.
Antonio Porta hat einen älteren Bruder Sebastian, der ebenfalls in Argentinien professionell Basketball spielt.